# Hasan Nizami
Sadr al-Din Muhammad ibn Hasan conegut com a Hasan Nizami fou un historiador persa nadiu de Nixapur. Va escriure el Tadj al-maathir fi l-tarikh (1206) on explica la història dels tres primers sultans de Delhi, Muizz al-Din Muhammad, Kutb al-Din Aybak i Shams al-Din Iltutmish des de la conquesta d'Ajmer el 1191 fins al nomenament de Nasir al-Din Muhammad com a governador de Lahore l'any 1217.